# Мајк Рос
Мајк Рос (енгл. Mike Ross; 21. децембар 1979) професионални је рагбиста и ирски репрезентативац, који тренутно игра за Ленстер. Висок 188 цм, 127 кг, каријеру је започео у Манстеру, за који је одиграо свега 1 меч, а затим је 2006. прешао у Харлеквинсе, за које је одиграо 84 утакмица, пре него што је 2009. прешао у Ленстер. За Ленстер је до сада одиграо 120 мечева и постигао 1 есеј. Са Ленстером је освојио 1 челинџ куп, 2 пута келтску лигу и 2 пута титулу шампиона Европе. За Ирску репрезентацију је дебитовао против Канаде 23. маја 2009. До сада је одиграо 56 тест мечева за Ирску, са којом је 3 пута освајао куп шест нација.